# Тимоновская волость (Дмитровский уезд)
Тимоновская волость — волость в составе Дмитровского уезда Московской губернии. Существовала до 1929 года. Центром волости было село Тимоново, а с 1924 года — село Носково.

## История
Упоминается вековой сосновый лес в Тимоновской волости (Тимоновское лестничество), который принадлежал Дмитровскому Борисоглебскому монастырю.
В 1917 года из Тимоновской волости в Дмитровскую были переданы селения Васюково, Кузнецово, Малое Прокошево и Постниково. Одновременно к Тимоновской волости были присоединены селения Волохово, Плетенево и Пыхалово Озерецкой волости, Андреянцево, Буславль, Михайловское, Рогово и Скрипнево Подчёрковской волости.
По данным 1918 года в Тимоновской волости Дмитровского уезда было 13 сельсоветов: Бешенковский, Ильинский, Карцевский, Кикинский, Лебедевский, Лифановский, Ольявидовский, Плетеневский, Саввинский, Скрыпневский, Тимоновский, Тимошкинский, Якотьский.
В 1923 году Бешенковский с/с был присоединён к Кикинскому, Карцевский — к Саввинскому, Лифановский — к Тимошкинскому, Лебедевский — к Плетеневскому, Скрыпневский — к Якотьскому, Тимошкинский — к Ольявидовскому.
В 1924 году Ольявидовский с/с был переименован в Тимошкинский, а Якотьский — в Скрыпневский (оба переименования отменены в 1925 году).
В 1927 году был восстановлен Бешенковский с/с.
В ходе реформы административно-территориального деления СССР в 1929 году Тимонинская волость была упразднена.